# Fiskbæk Å
 Fiskbæk Å er en lille cirka 12 km lang og op til 8 m bred å, der har sit udspring i Midtjylland, ca. 2 km vest for Ravnstrup, og 10 km vest for Viborg. Den løber cirka syv km. mod nord, og svinger så mod først øst og så nord igen, og løber ud i Hjarbæk Fjord, ca. 2 km nordvest for Løgstrup.
Ved den øvre del af ådalen hvor tidligere Bredsgårde Sø lå, er et område på i alt 171 ha med krat- og lyngklædte skrænter, enge og moser med kildevæld fredet i 1984 . Området er nu habitatområde nr. 38 Bredsgårdsø i Natura 2000 netværket 
I 2009 blev der foretaget en genopretning af Fiskbæk Å til dens naturlige løb uden spærringer, så fiskene får fri passage til deres gydepladser. Viborg Kommune har stået for genopretningen, der har varet et år og har kostet over tre millioner kroner .

## Eksterne kilder og henvisninger
1. ↑  Om fredningen på Danmarks Naturfredningsforenings websted
2. ↑  Basisanalyse på naturstyrelsen.dk

- Naturplan 38 Arkiveret 3. september 2012 hos  Wayback Machine på naturstyrelsen.dk
- Regulativ for Fiskbæk Å med tilløb, tidligere Amtsvandløb nr. 110 Viborg amt Arkiveret 14. juni 2021 hos  Wayback Machine
- Den Store Danske Arkiveret 26. marts 2016 hos  Wayback Machine

|  | Denne artikel om lokaliteten Fiskbæk Å kan blive bedre, hvis der indsættes et (bedre) billede. Du kan hjælpe ved at afsøge Wikimedia Commons for et passende billede eller lægge et op på Wikimedia Commons med en af de tilladte licenser og indsætte det i artiklen. |

56°30′N 9°18′Ø / 56.500°N 9.300°Ø